# Roßwangen

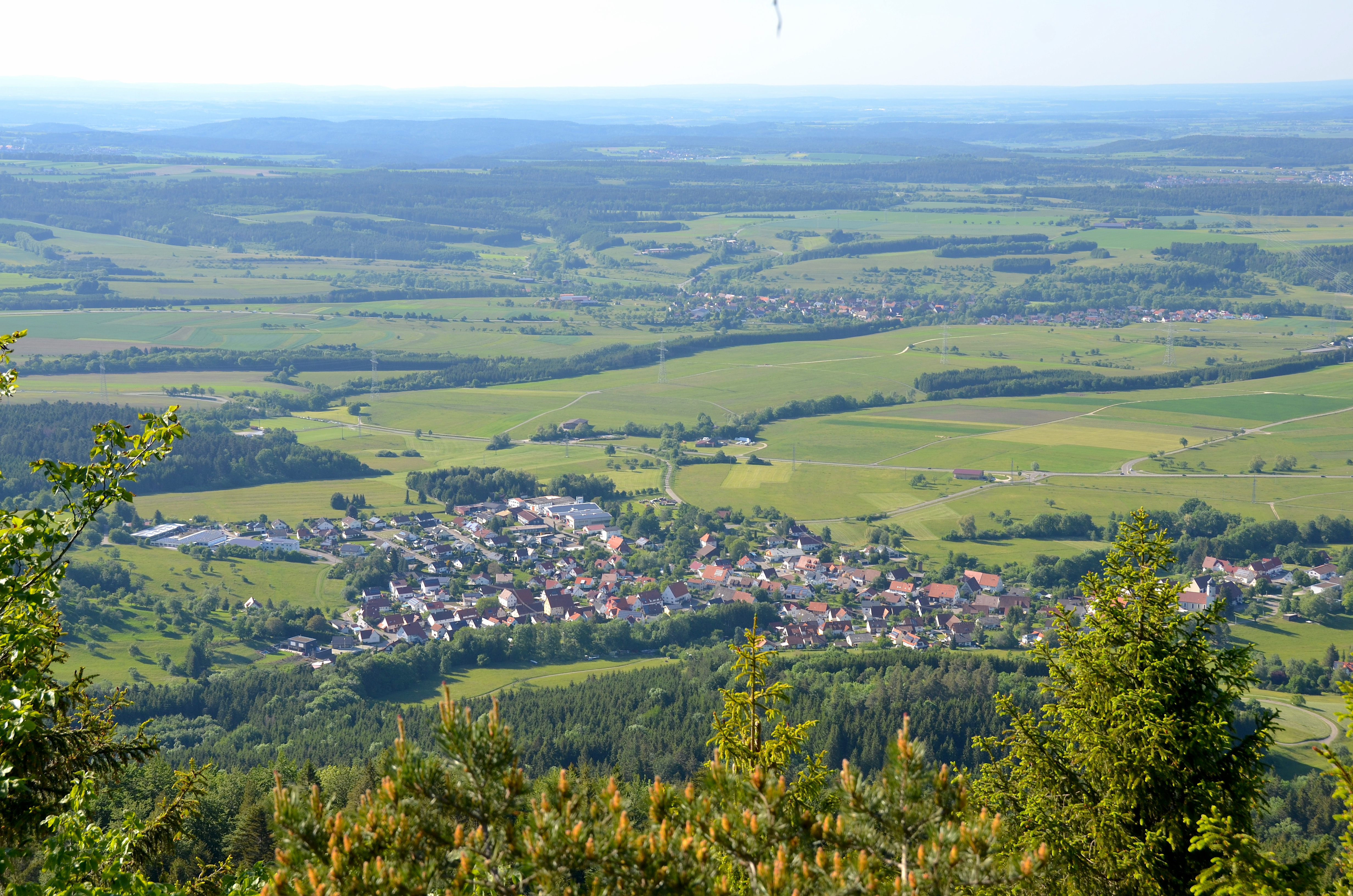
Roßwangen vom Schafberg aus gesehen

Roßwangen ist ein Stadtteil von Balingen im Zollernalbkreis in Baden-Württemberg.

## Geschichte

### Entstehung und Entwicklung des Ortes
Reihengräberfriedhöfe in Dürrwangen und Heselwangen lassen die Vermutung zu, dass das Dorf Roßwangen (als benachbarter Wangenort) ebenfalls im siebten Jahrhundert gegründet wurde. Im Ortsnamen Roßwangen ist Wang (mittelhochdeutsch) Grundwort. Es deutet auf das hügelige Gelände hin und ist zusammen mit dem ersten Wortteil Roß ein Hinweis darauf, dass dort Pferde weideten.
Im Jahr 1094 wurde der Ort, früher Rossiwanc genannt, erstmals urkundlich erwähnt, als der Adlige Alker seinen örtlichen Grundbesitz dem Kloster St. Georgen schenkte. Anfänglich war Roßwangen nur eine kleine Siedlung mit wenigen Bauernhöfen. Um 1200 muss sich das Dorf allerdings zu einem ansehnlichen Dorf entwickelt haben, denn 1275 hatte es nachweislich schon einen Pfarrer.
Die Einwohnerzahl stieg bis 1785 auf 268 Einwohner. In den Jahren 1820 und 1900 wurden 472 bzw. 397 Einwohner gezählt.

### Oberhoheit
Roßwangen gehörte ursprünglich zur Scherragrafschaft. Die Grafen der Scherraherrschaft gehörten verschiedenen hochadligen Geschlechtern an. Von etwa 1170 an waren die Grafen von Hohenberg im erblichen Besitz der Grafenrechte in Scherra. Um 1200 scheinen auch die Zollern oberhoheitliche Rechte und Ansprüche gehabt zu haben.
Nach dem Tod des letzten Grafen von Hohenberg 1389 wurde die Grafschaft und damit auch Roßwangen vollständig österreichisches Eigentum. Bis 1752 unterstand sie als Teil von Vorderösterreich der obersten Regierung zu Innsbruck und wurde dann der vorderösterreichischen Regierung unterstellt.
1805 kam Roßwangen zusammen mit dem Rittergut zu Württemberg und war ab 1808 dem Oberamt Spaichingen zugewiesen. 1843 wurde der Ort dem Oberamt Rottweil zugesprochen. Zwar wurde der Gemeinderat vor dieser Maßnahme angehört, dennoch wurde der Vorschlag einer Einverleibung ins Oberamt Balingen erst 1938 ausgeführt, als der Ort dem Kreis Balingen zugeteilt wurde.
Am 1. Juli 1971 erfolgte die Eingemeindung nach Weilstetten, Heute ist Roßwangen, nach der Eingemeindung Weilstettens am 1. Januar 1975, Balingens einziger katholisch geprägter Stadtteil.

### Grundherrschaft
Um 1220 bauten die Ritter Walger und Baldebert von Bisingen auf dem Burgbühl die Burg Roßwangen. Ihre Besitznachfolger, die Herren von Tierberg, später die Herren von Ramsperg und um 1370 die Herren von Bubenhofen, erwarben – in Verbindung mit ihrem Rittergut Burg Dotternhausen – allmählich die gesamte Ortsherrschaft.
1516 musste Wolf von Bubenhofen infolge seiner Verschuldung seinen Besitz an Hans von Weitingen abtreten. Der Pfandbesitz ging danach an Sebastian von Gültingen und 1527 an Hans von Stotzingen über. Weitere Ortsherren waren stotzingensche Gläubiger (ab 1652), Kaiser Leopold I. (1666) und dann der Jesuitenorden zu Rottenburg.
Unter ausdrücklichem Vorbehalt der Landeshoheit und Kriminaljurisdiktion kamen Roßwangen und Dotternhausen 1789 an die Gebrüder Grafen von Bissingen-Nippenburg. 1814 gelangten die beiden Herrschaften Roßwangen und Dotternhausen dann an den Buchhändler und preußischen geheimen Hofrat Friedrich Cotta in Stuttgart, der später durch den König von Bayern zum Freiherrn erhoben wurde.

## Wirtschaft

### Landwirtschaft
Früher betrieben alle Dorfbewohner, der Pfarrer nicht ausgeschlossen, Landwirtschaft. Dabei lag das Hauptgewicht auf dem Ackerbau. Er funktionierte nach dem Prinzip der Dreifelderwirtschaft. Dazu waren die Äcker der Markung in drei gleich große Bezirke aufgeteilt, die sogenannten Zelgen. Baumgärten, die den Obstbau in Roßwangen belegen, sind erstmals 1580 erwähnt. Erst Anfang des 19. Jahrhunderts erfuhr der Obstbau gebührende Beachtung, in dem 1823 die erste Obstbaumschule der Gemeinde angelegt wurde. Gedörrt wurde das Obst im fast in jedem Haus befindlichen Backofen. Auch die Viehzucht spielte eine bedeutende Rolle.

### Handwerk
Bäcker, Schmied, Schuster und vielleicht auch Wagner und Zimmermann wird es hier schon im ausgehenden Mittelalter gegeben haben. In den Kirchenbüchern erscheinen die Berufsbezeichnungen jedoch erst ab etwa 1700. Vorher hatte Roßwangen so wenig Einwohner, dass man zur Identifizierung des Einzelnen auf die Berufsbezeichnung verzichten konnte. Da nicht alle Söhne eines Bauern auf dem väterlichen Hof bleiben konnten, gingen immer mehr dazu über, einen Beruf zu erlernen. Diese siedelten sich dann in der Nähe des elterlichen Hofes und später im Zinken an. Natürlich war auch für sie die Landwirtschaft noch eine wichtige Erwerbsquelle.

### Krämerladen
Ein Krämerladen im Ort ist erstmals 1820 erwähnt. Er bot den Leuten all die Dinge des täglichen Bedarfs, die sie nicht selbst produzieren konnten. 1961 erstellte die Darlehenskasse ihr Genossenschaftsgebäude am westlichen Ortsausgang. In ihm wurde ein Selbstbedienungsladen eingerichtet. Heute ist dort eine kleine Bäckerei untergebracht.

### Industrie
Die erste Ansiedlung von Industrie im Ort erfolgte 1923/24 mit der Einrichtung einer Filiale der Balinger Hemdenfabrik August Haasis. Etwa 25 Frauen, die früher Heimarbeit verrichtet hatten, fanden einen Arbeitsplatz. 1953 wurde die Filiale geschlossen. 1958 eröffnete dann die Tailfinger Trikotwarenfabrik Konrad Kern eine Nähereifiliale, die in den 1990er Jahren geschlossen wurde. 1967 ließ sich die von Laufen an der Eyach stammende Jalousienfirma Hans-Joachim Paulick im Oberen Brühl nieder. Sie hatte dazu die Werkstatt des Zimmermeisters Benninghoff erworben.

## Roßwangen heute
Durch die im Jahr 2000 eingeweihte Ortsumgehung hat Roßwangen einen noch höheren Wohnwert bekommen. Der Ort hat rund 799 Einwohner (Stand Ende 2021).

### Naturschutz
Der größte Teil der Gemarkung ist als Landschaftsschutzgebiet Landschaftsteile der Markung Roßwangen geschützt. Zwei Linden auf dem Heiligenberg sind zudem als Naturdenkmale ausgewiesen.

## Bauwerke
Siehe auch: Liste der Kulturdenkmale in Roßwangen
- Katholische Kirche St. Johannes Baptist, erbaut 1948 unter Einbeziehung von Teilen der Vorgängerkirche von 1668

## Söhne und Töchter
- Andreas Butz (* in Roßwangen; † 25. Februar 1657 in Passau), Orgelbauer